# أنفيرسا ديلي أبروتسي
أنفيرسا ديلي أبروتسي (بالإيطالية: Anversa degli Abruzzi)‏ هي بلدية في مقاطعة لاكويلا في إقليم أبروتسو الإيطالي.

## السكان
في سنة 1861 بلغ عدد السكان 1٬714 نسمة، وتطور العدد ليصل في سنة 2011 لـ 368 نسمة.
يظهر هذا المخطط البياني تطور النمو السكاني لـ أنفيرسا ديلي أبروتسي